# Michael Carrick
Michael Carrick (Wallsend, 1981. július 28. –) angol labdarúgó és edző, legutóbb a Middlesbrough FC vezetőedzője volt. Korábban a West Ham Unitedben és a Tottenham Hotspurben is megfordult, pályafutásának nagy részét a Manchester United csapatában töltötte, csapatkapitány is volt. Minden idők egyik legsikeresebb angol labdarúgója, 19 címet elnyerve pályafutása során, amik közé több bajnoki cím és egy UEFA-bajnokok ligája-siker is tartozott. Főként középpályás volt, de legtöbb edzője esetekben hátvédként is bevetette. Játékstílusában kulcsfontosságú szerepet játszott kiemelkedő passzolási képessége.
A  West Ham Unitedben kezdte pályafutását, hol megnyerte az FA Youth Cup kiírását a csapattal. Első szezonjában kétszer is kölcsönben szerepelt, a Swindon Town és a Birmingham City csapataiban, mielőtt bebetonozta magát a West Ham első csapatában a következő szezontól kezdve. A 2002–2003-as szezonban kiestek, és a következő évadban beválasztották a szezon legjobb csapatába. Százötven alkalommal szerepelt a londoni csapat színeiben, mielőtt leigazolta volna a rivális Tottenham Hotspur. Fontos szerepe volt a csapatban két évig, majd leszerződtette a Manchester United, ahol pályafutása fennmaradó részét töltötte.
Manchesterben folytonosan kiemelkedően fontos játékos volt, már első szezonjában több, mint ötvenszer szerepelt a vörös mezben. Kulcsfontosságú szerepet játszott a 2006–2007-es szezonban bajnoki címet nyerő keretben, majd a következő évben UEFA-bajnokok ligája-győztes lett a csapattal, a döntő 120 percét lejátszva és értékesítve büntetőjét. Jelenleg (2024. június) korábbi csapattársával, Wayne Rooneyval, az egyetlen angol játékosok, akik bajnokok, UEFA-bajnokok ligája-, ligakupa-, angol szuperkupa-, Európa-liga-, és klubvilágbajnokság-győztesek lettek. 2016-os FA-Kupa-győzelmével minden lehetséges trófeát elnyert Angliában.
A válogatottat utánpótlás szinten is képviselte, amit követően a felnőtt csapatban 2001-ben mutatkozott be. 34 válogatottsággal vonult vissza. Nagyon gyakran helyén más kortársát hívták be a szövetségi kapitányok, egészen a 2012–2013-as szezonig, mikortól egyre fontosabb szerepe lett. 2006-ban és 2010-ben is elutazott a világbajnokságra a csapattal.
2018-as visszavonulását követően José Mourinho és Ole Gunnar Solskjær asszisztense volt a Manchester United csapatánál, mielőtt 2019-ben három mérkőzésen a Vörös Ördögök menedzsere is volt. 2021-ben kinevezték a Middlesbrough edzőjének, ahol munkáját méltatták.

## Pályafutása

### Kezdeti évek
Carrick  ötéves  korában, a Wallsend Boys Club kezdett futballozni, eleinte csak hobbiszinten, vasárnaponként játszott. 12 évesen kezdett el komolyabban foglalkozni a labdarúgással. 1997-ben figyelt fel rá a West Ham United.

### West Ham United
A West Ham ifiakadémiáján hamar megmutatta, hogy nagy játékos válhat belőle a jövőben. 1999-ben, az FA Youth Cup döntőjén, a Coventry City 9-0-s legyőzése során ő és Joe Cole nyújtotta a legjobb teljesítményt. A nagy csapatban 1999 augusztusában debütált, amikor a Bradford City elleni mérkőzésen csereként váltotta Rio Ferdinandot. Ezután csapata kölcsönadta a Swindon Townnak és a Birmingham Citynek, hogy tapasztalatot gyűjtsön.
A 2000–01-es szezonban sikerült berobbannia a Kalapácsosok első csapatába. Az idény végén a legjobb fiatalnak járó díjat is megkaphatta volna, de végül Steven Gerrard lett a díjazott. A 2002–03-as évad nagy részét ki kellett hagynia sérülései miatt és a West Ham kiesett a Premier League-ből. A következő szezon végére több csapat, köztük a Portsmouth, a Tottenham Hotspur és az Arsenal is jelezte, hogy leigazolná Carricket.
Úgy tűnt, hogy az Arsenalban fogja folytatni a pályafutását, de Patrick Vieira úgy döntött, hogy marad, így az Ágyúsoknak nem volt szükségük újabb középpályásra. Carrick végül a Tottenhamhez igazolt.

### Tottenham Hotspur
2004 nyarán Carrick 3,5 millió fontért a Tottenham Hotspurhöz igazolt. A csapat remekül szerepelt és ő is olyan jó formában játszotta végig a 2004–05-ös és a 2006–06-os szezont, hogy a legnagyobb klubok figyelmét is magára vonta.

### Manchester United

#### 2006–2009: bajnoki címek és európai sikerek
Június 10-én a Tottenham bejelentette, hogy elutasították a Manchester United megkeresését a játékosért, akiben Sir Alex Ferguson Roy Keane utódját látta, aki korábban a csapat kapitánya volt. Másnap a Tottenham edzője, Martin Jol bejelentette, hogy Carrick maradni fog a klubnál, kijelentve, hogy nem akarja elveszíteni a csapat legjobb középpályását. Július 28-án a Tottenham bejelentette, hogy a két fél megegyezett Carrick átigazolásában, majd a hivatalos bejelentés a Unitedtől három nappal később érkezett, a szerződések aláírása után. Ennek ellenére az átigazolása összegét nem jelentették be sokkal későbbig, mikor a Spurs a tőzsdén beadott dokumentumaiból kiderült, hogy a United 14 millió fontot adott ki a középpályásért, ami akár 18,6 millióra is emelkedhetett, ezzel a United történetének hatodik legdrágább igazolása lett volna. A 16-os számú mezt kapta meg, amit korábban Keane viselt.

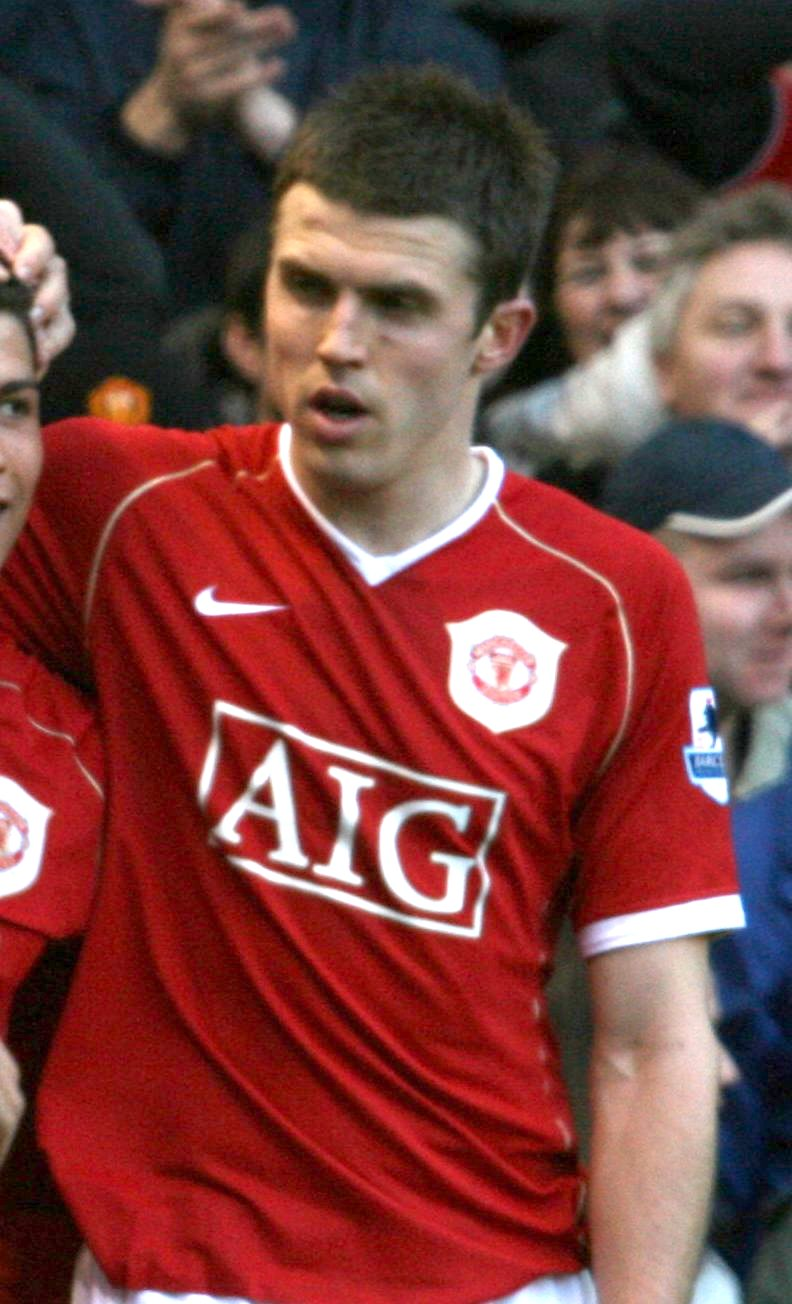
Carrick első néhány hónapjában a United játékosaként

Carrick 2006. augusztus 4-én mutatkozott be a United színeiben, a Porto elleni 3–1-es barátságos győzelem során, az amszterdami tornán. Másnap kiderült, hogy ki fogja hagyni a szezon első mérkőzését sérülés miatt, amit a torna utolsó mérkőzésén szerzett. Augusztus 23-án, a Charlton Athletic ellen léphetett pályára először a bajnokságban új csapatában. Három nappal később, a Watford ellen kezdőként kapott lehetőséget. December végén ismét megsérült, bár ezúttal csak két mérkőzést kellett kihagynia. 2006 utolsó mérkőzésére viszont vissza tudott térni, a Reading ellen 3–2-re nyertek. 2007. január 13-án megszerezte első United-gólját, az Aston Villa elleni 3–1-es győzelem során. Egy hónappal később pályafutása során először talált be az FA-Kupában, a Reading ellen. 2007. április 10-én két gólt szerzett az AS Roma ellen az UEFA-bajnokok ligájában, ezzel ő is hozzájárult csapata 7–1-es győzelméhez és elődöntőbe jutásához. AZ elődöntőben végül 5–3-ra kikaptak az AC Milan csapatától. Évadja utolsó gólját a Sheffield United ellen szerezte április 17-én. A szezon során szinte minden meccsen kezdőként lépett pályára. Mikor kisebb sérüléssel bajlódott, John O’Shea vagy Darren Fletcher pótolta. Az évadot első bajnoki címével zárta, miután a csapat 1–1-es döntetlenje a Chelsea ellen bebiztosította a sikert május 6-án.
A 2007–2008-as idény előtt a United leigazolta Owen Hargreavest, így Carricknek keményebben meg kellett dolgoznia a csapatba kerülésért. 2007 októberében, egy Roma elleni BL-meccsen eltört a könyöke, hat hétig nem játszott. November 3-án, egy Arsenal elleni rangadón lépett újra pályára, Anderson cseréjeként. Szezonja első gólját 2008. február 10-én szerezte, a manchesteri derbi közben, de a United 2–1-re kikapott. Második és utolsó gólját az évadban korábbi csapata, a West Ham United elleni 4–1-es győzelem során szerezte. Ugyan csak két gólt szerzett a szezonban, a United így is bajnok tudott lenni, a Wigan Athletic ellen a szezon utolsó napján bebiztosítva Carrick második címét. 2008. április 18-án, Wes Brownnal és Rio Ferdinanddal együtt új öt éves szerződésajánlatot kapott a Manchester Unitedtől. Egy hónappal később egyeztek meg a felek, Carrick végül négy évre írt alá. Május 21-én először lépett pályára az UEFA-bajnokok ligája döntőjében Moszkvában, lejátszva mind a 120 percet és értékesítve büntetőjét, hozzásegítve a Unitedet történelme harmadik sikeréhez a sorozatban.

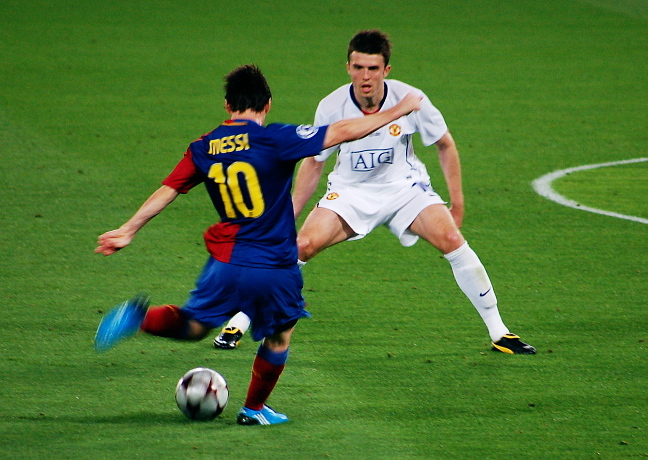
Carrick a 2009-es UEFA-bajnokok ligája döntőjében, Lionel Messi ellen

A United első bajnokiján a 2008–2009-es szezon közben a Newcastle United ellen Carrick bokája megsérült. Másnap bejelentették, hogy legalább három hetet ki kell majd hagynia, így nem szerepelhetett az UEFA-szuperkupában a Zenyit Szankt-Petyerburg ellen. Szeptember 13-án tért vissza a pályára, a Liverpool elleni 2–1-es vereség közben, mikor a félidőben lecserélték egy újabb sérülés miatt. A pályán összeütközött Josszí Benájúnnal, aminek következtében eltört egy csont a lábában, így legalább hat hetet ki kellett hagynia. November 1-én Carrick megszerezte első gólját a szezonban, a Hull City elleni 4–3-as győzelem során. Két héttel később a Stoke City elleni 5–0-ás mérkőzésen is betalált, majd első 2009-es góljára áprilisig kellett várnia, a Portsmouth ellen (2–0). Május 13-án ő adta a gólpasszt Carlos Tévez góljához, amivel a csatár megnyerte a Wigan Athletic elleni mérkőzést az utolsó pillanatban. A gól Carrick első idegenbeli találata volt, a United mindössze egy pontra volt sorozatban harmadik bajnoki címétől. Május 18-án az Arsenal ellen bebizonyosodott, hogy Carrick három év alatt harmadik bajnoki címét is megnyerte a manchesteri csapattal. Május 27-én Carrick végigjátszotta az UEFA-bajnokok ligája döntőjét, amiben a United 2–0-ra kikapott a Barcelona ellen. A vereségről Carrick azt nyilatkozta, hogy pályafutása legrosszabb estéje volt.
Szeptember 30-án Carrick először betalált a 2009–2010-es szezonban, megnyerve a mérkőzést a német bajnok Wolfsburg ellen az UEFA-bajnokok ligájában. Két hónappal később először betalált a bajnokságban, az Everton elleni 3–0-ás siker közben. Carrick decemberben középhátvédként játszott, mivel Gary Neville, aki önmaga nem megszokott pozícióján játszott, megsérült a West Ham United elleni 4–0-ás győzelem során. Carrick korábban soha nem játszott ezen a poszton, de Ferguson kiemelkedőnek nevezte teljesítményét. December 8-án ismét a védelemben játszott, Darren Fletcher középpályás és Patrice Evra balhátvéd mellett. A United 3–1-re nyert. Szezonja harmadik gólját december 30-án szerezte, a Wigan Athletic elleni 5–0-ás siker alatt.

#### 2010–2013: további sikerek
2010. január 25-én megszerezte pályafutása első gólját a ligakupában, a rivális Manchester City elleni 4–3-as összesített győzelem során, a visszavágón. Február 6-án Carrick ismét betalált, ezúttal a Portsmouth elleni 5–0-ás siker alatt, de a találatot végül Richard Hughes öngóljaként adták meg a mérkőzés után. Ennek ellenére az ilyen esetekkel foglalkozó bizottság május 25-én ismét Carricknek ítélte a találatot. 2010. február 16-án pályafutása során először kiállították, miután két sárga lapot kapott az AC Milan elleni 3–2-es végeredményű mérkőzésen. A második lapot azért kapta, mert arrébb rúgta a labdát a hosszabbításban, Patrice Evra Alexandre Pato elleni szabálytalansága után. A 2010-es ligakupadöntő egészét lejátszotta az Aston Villa ellen, amit a United 2–1-re nyert meg. Ez volt az első szezonja a United játékosaként, amikor nem lett bajnok, hiszen a Chelsea egy ponttal megelőzte a vörösöket.

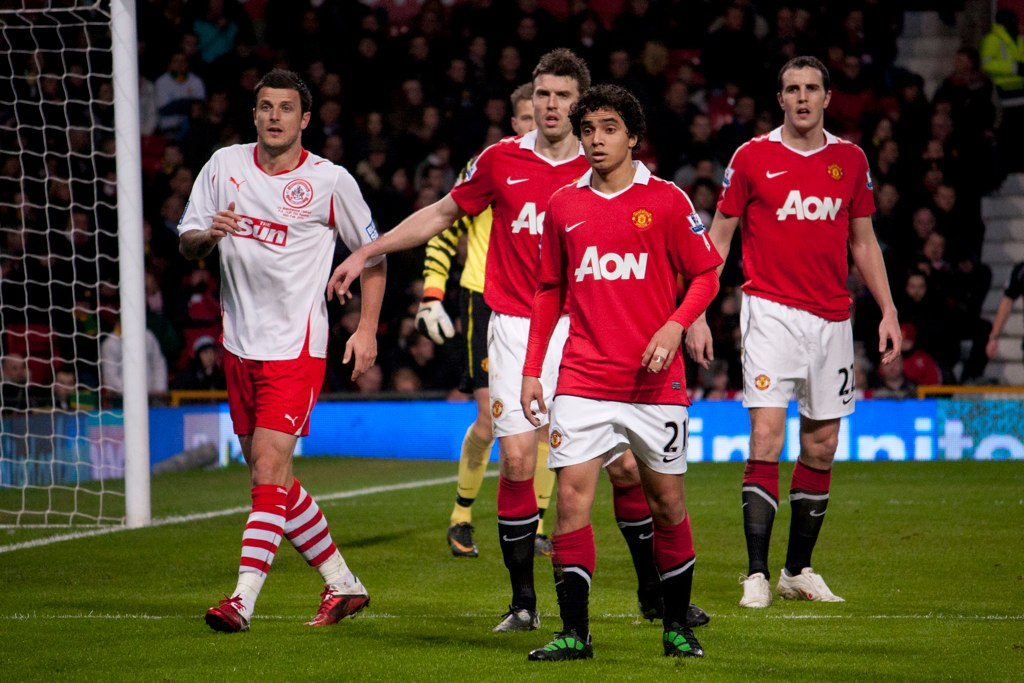
Carrick (középen) a 2010–2011-es szezon közben, a Crawley Town ellen

2010. augusztus 6-án a United bejelentette, hogy Carrick ki fogja hagyni a 2010–2011-es szezon elejét egy bokasérülés miatt, amit a League of Ireland XI ellen szenvedett a felkészülési időszak végén. Ennek ellenére két nappal később 79 percet játszott a Chelsea elleni 3–1-es győzelem során a szuperkupában. Sir Alex Ferguson azt nyilatkozta, hogy „Tegnap megérkezett és azt mondta készen állt, edzeni akart, edzett és játszani akart.” 2011. március 3-án aláírt egy új, hároméves szerződést. Április 6-án, a Chelsea elleni UEFA-bajnokok ligája-mérkőzésen egy kulcsfontosságú passzt adott, aminek következtében Wayne Rooney betalált. A középpályást méltatták teljesítményéért. Néhány nappal később viszont eladta a labdát a Manchester City elleni kupa-elődöntőben, amit követően Yaya Touré megszerezte a találkozó egyetlen gólját.
A 2011–2012-es szezon elején Carrick ismét meglepetés szereplő volt a szuperkupában, miután Ferguson a találkozó előtt bejelentette, hogy a játékos nem fog tudni játszani. Ennek ellenére a 2011. augusztus 7-i mérkőzésen kezdőként játszott. Az első félidőben a United hátrányba került Joleon Lescott és Edin Džeko góljainak köszönhetően, amit követően Carricket lecserélték, helyét Tom Cleverley vette át. A United végül 3–2-re nyert, egy nappal később Carrick visszalépett Anglia Hollandia elleni felkészülési mérkőzésétől, hogy felépülhessen, itt is Cleverley vette át helyét. December 18-án Carrick 70 mérkőzés után először betalált, mikor Joey Barton rossz passzát megszerezve, saját félpályájáról az ellenfél kapujáig futott, megkerülve néhány védőt, és a kapuba lőve a labdát. A találkozón megkapta a mérkőzés játékosa díjat. 2012. január 4-én Carrick 250. alkalommal szerepelt a United színeiben, a Newcastle United elleni 3–0-ás győzelem során. 2012. január 14-én betalált a Bolton elleni 3–0-ás végeredményű mérkőzésen, a 83. percben bal lábbal Bogdán Ádám kapujába lőve a labdát. Február 16-án pályafutása ötszázadik mérkőzését játszotta, az Ajax elleni 2–0-ás győzelem során, az Amszterdam Arénában. Április 8-án a QPR ellen közel 30 méterről lőtte a kapuba a labdát.
Védelmi problémák következtében Carrick középhátvédként kezdte a szezont. Az Everton ki is használta tapasztalata hiányát a poszton, Marouane Fellaini ellene szerezte a találkozó egyetlen gólját. A Fulham ellen is itt játszott. Szezonja első gólját a Galatasaray ellen szerezte az UEFA-bajnokok ligájában. 2012. november 24-én Carrick nem szerepelt a keretben a QPR ellen, harminchárom mérkőzés után először nem kezdett. 2013 áprilisában jelölték a PFA Év játékosa díjra. Az Arsenal edzője, Arsène Wenger, azt nyilatkozta, ő Carricknek adta volna a díjat: „Kiemelkedően passzol. Játszhatna a Barcelonában, tökéletesen illene a játékukba. Nagyon jól olvassa a játékot és egy intelligens játékos.” A díjat végül Gareth Bale nyerte meg, de Carrick helyet kapott az év csapatában. A Manchester United játékosai a csapat legjobbjának választották.
2013. november 22-én a Manchester United bejelentette, hogy Carrick meghosszabbította szerződését 2015-ig, egy egyéves opcióval. A 2013–2014-es szezonban formája rosszabb lett, de a United összességében is sokkal gyengébben játszott az új menedzser, David Moyes alatt. Ezek mellett súlyosabb sérülésekkel is szenvedett.

#### 2014–2018: utolsó évek
2014 februárjában Carricket kritizálta Roy Keane, amiért szerinte a játékos egy rossz interjút adott. Ugyan negyvenkétszer pályára lépett a szezonban, sok volt a kérdőjel jövőjével kapcsolatban. Júliusban megsérült egy edzésen a felkészülési időszakban, amit követően 12 hetet kihagyott. 2014. november 2-án lépett először pályára a szezonban, a Manchester City elleni 1–0-ás vereség során, hátvédként, miután kiállították Chris Smallingot. Azt követően, hogy Marcos Rojo is megsérült ugyanezen a találkozón, Carrick megosztotta, hogy szívesen játszik a védelem közepében. Azt követően, hogy egyre gyakrabban kezdőként játszott, Dietmar Hamann kijelentette, hogy a United miatta kezdett el jobban játszani decemberben. A csapat hat mérkőzést megnyert, amiken Carrick mind kezdő volt.

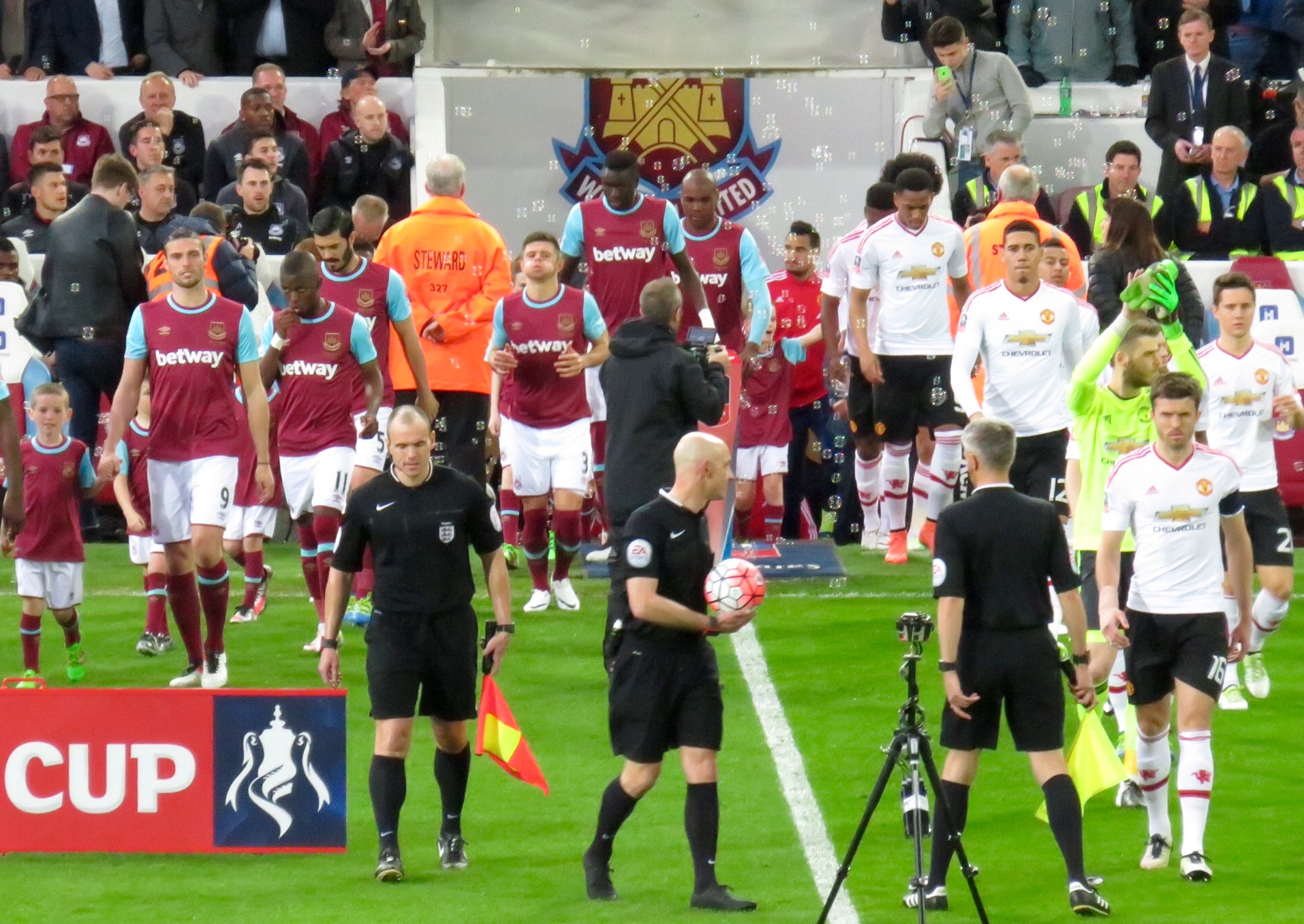
Carrick a pályára vezeti a Unitedet a 2016-os FA-Kupa elődöntőjében

Alex Ferguson azt nyilatkozta 2014 decemberében, hogy szerinte Carrick a legjobb angol játékos, nem sokkal az után, hogy a játékost a United helyettes csapatkapitányának nevezte ki Louis van Gaal. 2015. március 15-én gólpasszt adott Marouane Fellaininak, aki több, mint egy év után első gólját szerezte a Tottenham Hotspur ellen. Öt nappal később Carrick egy évvel meghosszabbította szerződését, tíz évadra hosszabbítva manchesteri pályafutását. 2016. január 2-án lépett pályára négyszázadik alkalommal a vörös mezben, a Swansea City ellen csereként pályára lépve. Május 21-én 120 percet játszott a Crystal Palace elleni FA-Kupa-döntőben. A United 2–1-es győzelme azt jelentette, hogy Carrick minden egyes trófeát megnyert Angliában. Júniusban újabb évvel hosszabbította meg szerződését.

Első gólját a 2016–2017-es szezonban szeptember 21-én szerezte, a United 3–1-es győzelme közben, a Northampton Town ellen. José Mourinho csapatának fontos tagja lett, teljesítményeit méltatták, hogy milyen jól tudja irányítani és lenyugtatni a játékot, kiemelkedően pontosan passzolva. Mourinho kijelentette, hogy nagyon örülne neki, ha Carrick 10 évvel fiatalabb lenne. 2017 májusában meghosszabbította szerződését a 2017–2018-as szezon végéig, majd ezen a nyáron a csapat megerősítette, hogy a játékos tiszteletére emlékmérkőzést fognak tartani, mivel Carrick több, mint egy évtizedet töltött a Vörös Ördögökkel. A találkozót 2017. június 4-én játszották, az egyik fél a United 2008-as UEFA-bajnokok ligája győztes csapata volt, illetve egy Carrick által összeállított keret, akiket Sir Alex Ferguson, illetve Harry Redknapp edzett. A mérkőzés végeredménye 2–2 volt, Carrick is betalált. A bevételeket több jótékony szervezet között osztották szét. Wayne Rooney 2017-es távozása után Carrick lett a United új csapatkapitánya.

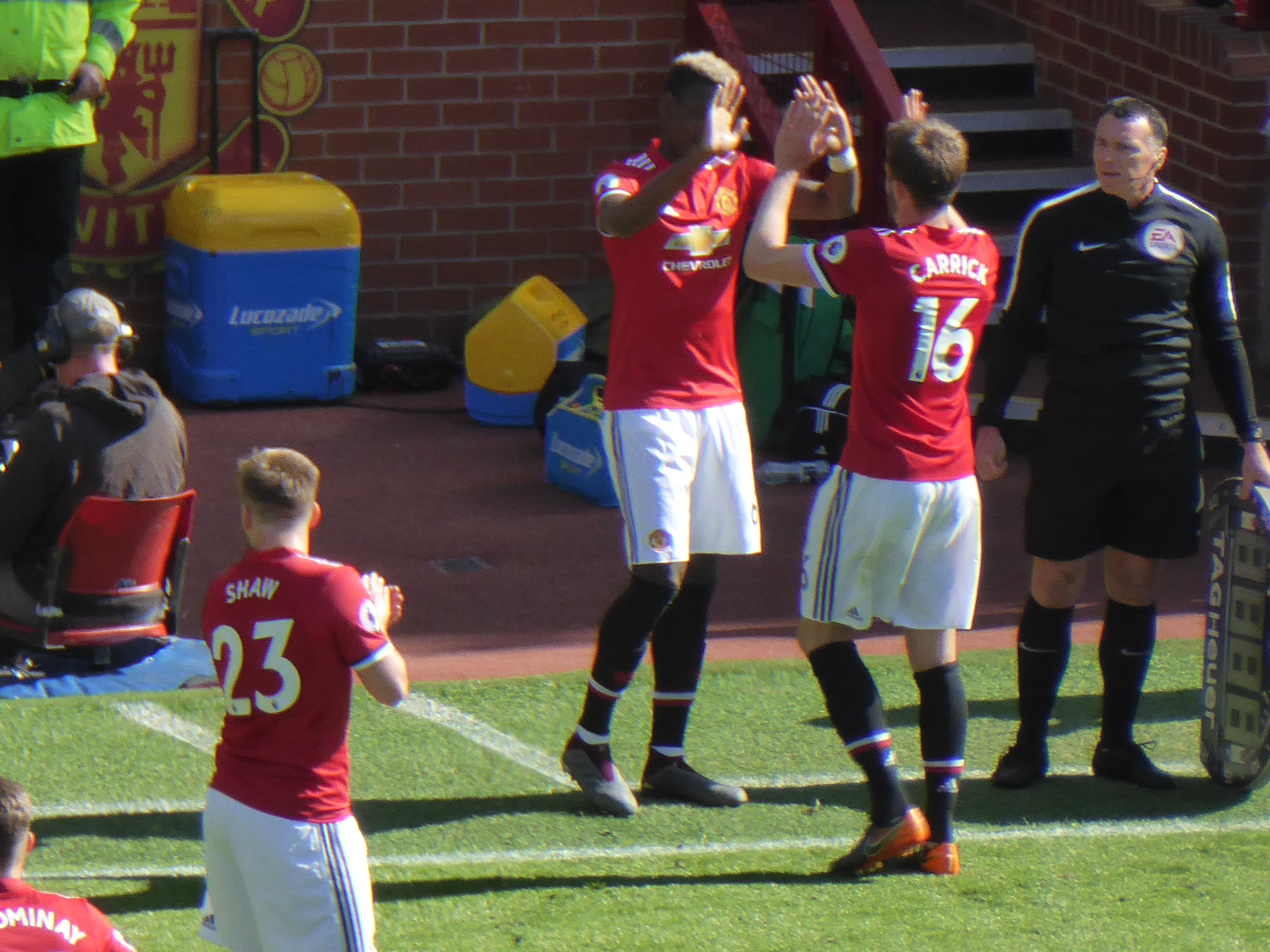
Carrick utoljára távozik a pályáról a United színeiben

2017 novemberében bejelentette, hogy szívritmuszavart követően átesett egy beavatkozáson, amit először edzéseken és egy meccs közben észlelt. A procedúra sikeres volt és csapatkapitányként visszatért a keretbe. Carrick 2018 januárjában új szerződést írt alá a Uniteddel, ezúttal edzőként. A megegyezésben szerepelt, hogy visszavonulása után, a 2017–2018-as szezon végén, csatlakozni fog José Mourinho stábjához. Négyszázhatvannegyedik és egyben utolsó pályára lépése a United színeiben az évad utolsó mérkőzése volt, a Watford ellen, az Old Traffordon, amelyik mérkőzésen szerepe volt Marcus Rashford győztes góljában. A mérkőzés vége felé Mourinho lecserélte a középpályást, hogy a stadion utoljára is megtapsolhassa a legendás középpályást.

## Válogatott
Carrick 2001 óta tagja az angol válogatottnak, de 2005-ig kellett várnia, hogy kezdőként is pályára léphessen. Sven-Göran Eriksson őt is nevezte a 2006-os vb-re utazó keretbe. Egy meccsen, az Ecuador elleni nyolcaddöntőn kapott lehetőséget. Portugália ellen már Owen Hargreaves játszott helyette. Klubcsapataiban nyújtott jó teljesítménye ellenére sosem számított állandó kezdőnek a válogatottban.

## Edzői pályafutása

### Manchester United
Visszavonulása után a Uniteddel maradt, 2018-tól José Mourinho segédedzőjeként tevékenykedett, az újonnan kinevezett Kieran McKennával együtt, Rui Faria helyét átvéve. 2018. december 18-án Mourinhót kirúgta a United a szezon sikertelen első fele után, amit követően átmenetileg Carrick lett kinevezve megbízott edzőnek, de mérkőzésen nem vezette a csapatot. Mourinho helyére a United egyik korábbi játékosát, Ole Gunnar Solskjært szerződtették. Solskjær megtartotta Carricket stábja tagjaként.
A norvég szakember 2021. november 21-i menesztését követően a klub Carricket jelölte ki ideiglenes menedzsernek. Három mérkőzésen vezette a United csapatát, két győzelem és egy döntetlen után hagyta el az Old Traffordot. Az első találkozó egy UEFA-bajnokok ligája-mérkőzés volt a Villarreal ellen, amit a United Cristiano Ronaldo és Jadon Sancho kései góljaival nyert meg, bebiztosítva a csapat helyét az egyenes kieséses szakaszban. Egy Arsenal elleni 3–2-es győzelem után Carrick hivatalosan is lemondott, nem sokkal az után, hogy Ralf Rangnick ki lett nevezve megbízott edzőnek.

### Middlesbrough
2022 októberében kinevezték a Middlesbrough FC menedzserének, Chris Wilder távozása után. A csapat ekkor 21. volt a bajnokságban és ki is kaptak Carrick első mérkőzésén. Novemberben jelölték a hónap menedzsere díjára, majd márciusban el is nyerte az elismerést. Csapatát a negyedik helyig és a rájátszás elődöntőéig vezette a szezon végére.
A következő évben az elődöntőig jutottak a ligakupában, 2004-es kupagyőzelmük óta először. Az első mérkőzésen 1–0-ra legyőzték a Chelsea-t, de a visszavágón csúnyán kikaptak. A bajnoki szezont nyolcadik helyen zárták, a Watford 3–1-es legyőzése után. A szezon végén meghosszabbították szerződését, 2027-ig.
A 2024–2025-ös szezont jól kezdte a csapattal, az idény első felét a feljutást kapó helyek egyikén töltötték. Ennek ellenére januárban romlott a formájuk, és a szezont 10. helyen fejezték be, amelyet követően menesztették.

## Sikerei, díjai

### Játékosként
West Ham United U18
- FA Youth Cup: 1998–99[129]

West Ham United
- Intertotó-kupa: 1999[130]

Manchester United
- Angol bajnok: 2006–2007, 2007–2008, 2008–2009, 2010–2011, 2012–2013
- FA Community Shield-győztes: 2008, 2009, 2010, 2011, 2013, 2016
- UEFA-bajnokok ligája-győztes: 2007–2008
- FIFA-klubvilágbajnok: 2008
- Ligakupa: 2009–2010, 2016–2017
- FA kupa: 2015–2016
- Európa-liga: 2016–2017[131]

Egyéni
- PFA – Az év csapata: 2003–2004-es First Division, 2012–2013-as Premier League
- Manchester United – A játékosok év játékosa: 2012–2013[132]

### Edzőként
Egyéni
- EFL Championship – A hónap menedzsere: 2023. március[122]

## Statisztika

### Játékosként

#### Klubcsapatokban
Források:
| Csapat                       | Szezon           | Bajnokság        | Bajnokság | Bajnokság | Kupa | Kupa  | Ligakupa | Ligakupa | Nemzetközi | Nemzetközi | Egyéb | Egyéb | Összesen | Összesen |
| Csapat                       | Szezon           | Osztály          | P.        | Gólok     | P.   | Gólok | P.       | Gólok    | P.         | Gólok      | P.    | Gólok | P.       | Gólok    |
| ---------------------------- | ---------------- | ---------------- | --------- | --------- | ---- | ----- | -------- | -------- | ---------- | ---------- | ----- | ----- | -------- | -------- |
| West Ham United              | 1999–2000        | Premier League   | 8         | 1         | 0    | 0     | 0        | 0        | 1          | 0          | —     | —     | 9        | 1        |
| West Ham United              | 2000–2001        | Premier League   | 33        | 1         | 4    | 0     | 4        | 0        | —          | —          | —     | —     | 41       | 1        |
| West Ham United              | 2001–2002        | Premier League   | 30        | 2         | 1    | 0     | 1        | 0        | —          | —          | —     | —     | 32       | 2        |
| West Ham United              | 2002–2003        | Premier League   | 30        | 1         | 2    | 0     | 2        | 0        | —          | —          | —     | —     | 34       | 1        |
| West Ham United              | 2003–2004        | First Division   | 35        | 1         | 4    | 0     | 1        | 0        | —          | —          | 3     | 0     | 43       | 1        |
| West Ham United              | Összesen         | Összesen         | 136       | 6         | 11   | 0     | 8        | 0        | 1          | 0          | 3     | 0     | 159      | 6        |
| Swindon Town (kölcsönben)    | 1999–2000        | First Division   | 6         | 2         | 0    | 0     | —        | —        | —          | —          | —     | —     | 6        | 2        |
| Birmingham City (kölcsönben) | 1999–2000        | First Division   | 2         | 0         | —    | —     | —        | —        | —          | —          | —     | —     | 2        | 0        |
| Tottenham Hotspur            | 2004–2005        | Premier League   | 29        | 0         | 6    | 0     | 3        | 0        | —          | —          | —     | —     | 38       | 0        |
| Tottenham Hotspur            | 2005–2006        | Premier League   | 35        | 2         | 1    | 0     | 1        | 0        | —          | —          | —     | —     | 37       | 2        |
| Tottenham Hotspur            | Összesen         | Összesen         | 64        | 2         | 7    | 0     | 4        | 0        | —          | —          | —     | —     | 75       | 2        |
| Manchester United            | 2006–2007        | Premier League   | 33        | 3         | 7    | 1     | 0        | 0        | 12         | 2          | —     | —     | 52       | 6        |
| Manchester United            | 2007–2008        | Premier League   | 31        | 2         | 4    | 0     | 1        | 0        | 12         | 0          | 1     | 0     | 49       | 2        |
| Manchester United            | 2008–2009        | Premier League   | 28        | 4         | 3    | 0     | 1        | 0        | 9          | 0          | 2     | 0     | 43       | 4        |
| Manchester United            | 2009–2010        | Premier League   | 30        | 3         | 0    | 0     | 5        | 1        | 8          | 1          | 1     | 0     | 44       | 5        |
| Manchester United            | 2010–2011        | Premier League   | 28        | 0         | 3    | 0     | 1        | 0        | 11         | 0          | 1     | 0     | 44       | 0        |
| Manchester United            | 2011–2012        | Premier League   | 30        | 2         | 2    | 0     | 1        | 0        | 7          | 0          | 1     | 0     | 41       | 2        |
| Manchester United            | 2012–2013        | Premier League   | 36        | 1         | 5    | 0     | 0        | 0        | 5          | 1          | —     | —     | 46       | 2        |
| Manchester United            | 2013–2014        | Premier League   | 29        | 1         | 0    | 0     | 3        | 0        | 7          | 0          | 1     | 0     | 40       | 1        |
| Manchester United            | 2014–2015        | Premier League   | 18        | 1         | 2    | 0     | 0        | 0        | —          | —          | —     | —     | 20       | 1        |
| Manchester United            | 2015–2016        | Premier League   | 28        | 0         | 5    | 0     | 1        | 0        | 8          | 0          | —     | —     | 42       | 0        |
| Manchester United            | 2016–2017        | Premier League   | 23        | 0         | 2    | 0     | 5        | 1        | 7          | 0          | 1     | 0     | 38       | 1        |
| Manchester United            | 2017–2018        | Premier League   | 2         | 0         | 2    | 0     | 1        | 0        | 0          | 0          | 0     | 0     | 5        | 0        |
| Manchester United            | Összesen         | Összesen         | 316       | 17        | 35   | 1     | 19       | 2        | 86         | 4          | 8     | 0     | 464      | 24       |
| Karrier összesen             | Karrier összesen | Karrier összesen | 524       | 27        | 53   | 1     | 31       | 2        | 87         | 4          | 11    | 0     | 706      | 34       |

1. ↑  Pályára lépés az Intertotó-kupában
2. ↑  Pályára lépések a másodosztály rájátszásában
3. 1 2 3 4 5 6 7  Pályára lépések az UEFA-bajnokok ligájában
4. 1 2 3 4 5 6  Pályára lépések az angol szuperkupában
5. ↑  Egy pályára lépés az angol szuperkupában, egy a FIFA-klubvilágbajnokságon.
6. ↑  Négy pályára lépés az UEFA-bajnokok ligájában, három az Európa-ligában
7. ↑  Négy pályára lépés az UEFA-bajnokok ligájában, négy az Európa-ligában
8. ↑  Pályára lépések az Európa-ligában

#### A válogatottban
Források:
| Válogatott | Év       | Pályára lépések | Gólok |
| ---------- | -------- | --------------- | ----- |
| Anglia     | 2001     | 2               | 0     |
| Anglia     | 2002     | 0               | 0     |
| Anglia     | 2003     | 0               | 0     |
| Anglia     | 2004     | 0               | 0     |
| Anglia     | 2005     | 2               | 0     |
| Anglia     | 2006     | 7               | 0     |
| Anglia     | 2007     | 3               | 0     |
| Anglia     | 2008     | 1               | 0     |
| Anglia     | 2009     | 5               | 0     |
| Anglia     | 2010     | 2               | 0     |
| Anglia     | 2011     | 0               | 0     |
| Anglia     | 2012     | 4               | 0     |
| Anglia     | 2013     | 5               | 0     |
| Anglia     | 2014     | 0               | 0     |
| Anglia     | 2015     | 3               | 0     |
| Összesen   | Összesen | 34              | 0     |

### Edzőként
2025. május 3-án lett frissítve.
| Csapat                         | Nemzet   | –tól               | –ig               | Mérleg     | Mérleg | Mérleg | Mérleg | Mérleg |
| M                              | GY       | D                  | V                 | Győzelem % |        |        |        |        |
| ------------------------------ | -------- | ------------------ | ----------------- | ---------- | ------ | ------ | ------ | ------ |
| Manchester United (ideiglenes) | ENG      | 2021. november 21. | 2021. december 2. | 3          | 2      | 1      | 0      | 66,67  |
| Middlesbrough                  | ENG      | 2022. október 24.  | 2025. június 4.   | 136        | 63     | 24     | 49     | 46,32  |
| Összesen                       | Összesen | Összesen           | Összesen          | 139        | 65     | 25     | 49     | 46,76  |

## Külső hivatkozások
- Michael Carrick pályafutásának statisztikái a Soccerbase oldalon (angolul)

- Michael Carrick adatlapja a Manchester United honlapján
- Michael Carrick adatlapja a StretfordEnd.co.uk-on

| Előző Wayne Rooney | a Manchester United FC csapatkapitánya 2017–2018 | Következő Antonio Valencia |